# Avenue Anatole-France (Aulnay-sous-Bois)
Pour les articles homonymes, voir Avenue Anatole-France.
L'avenue Anatole-France est une voie située à Aulnay-sous-Bois,.

## Situation et accès
Elle croise notamment le carrefour de la rue Jean-Charcot (Route départementale 115, ancienne rue de Paris) et de la rue Jules-Princet (anciennement route de Mitry).
Cette avenue est desservie par la gare d'Aulnay-sous-Bois à laquelle elle mène.

## Origine du nom
Cette voie porte le nom d'Anatole France (1844-1924), écrivain et critique littéraire français.

## Historique

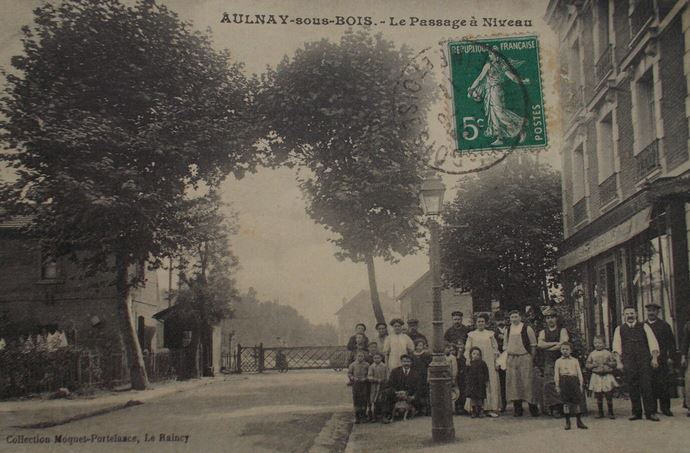
Le passage à niveau.

Le tracé historique de cette avenue fut interrompu par la création de la ligne de La Plaine à Hirson et Anor (frontière) en 1860. Au-delà, elle était prolongée vers le sud par la route de Bondy (route départementale 41), ces deux voies formant un axe structurant.
Très tôt, un passage souterrain destiné aux piétons fut construit pour relier l'avenue Anatole-France à la route de Bondy, afin d'éviter que les piétons ne traversent la voie ferrée.

## Bâtiments remarquables et lieux de mémoire
- Église Saint-Sulpice d'Aulnay-sous-Bois.

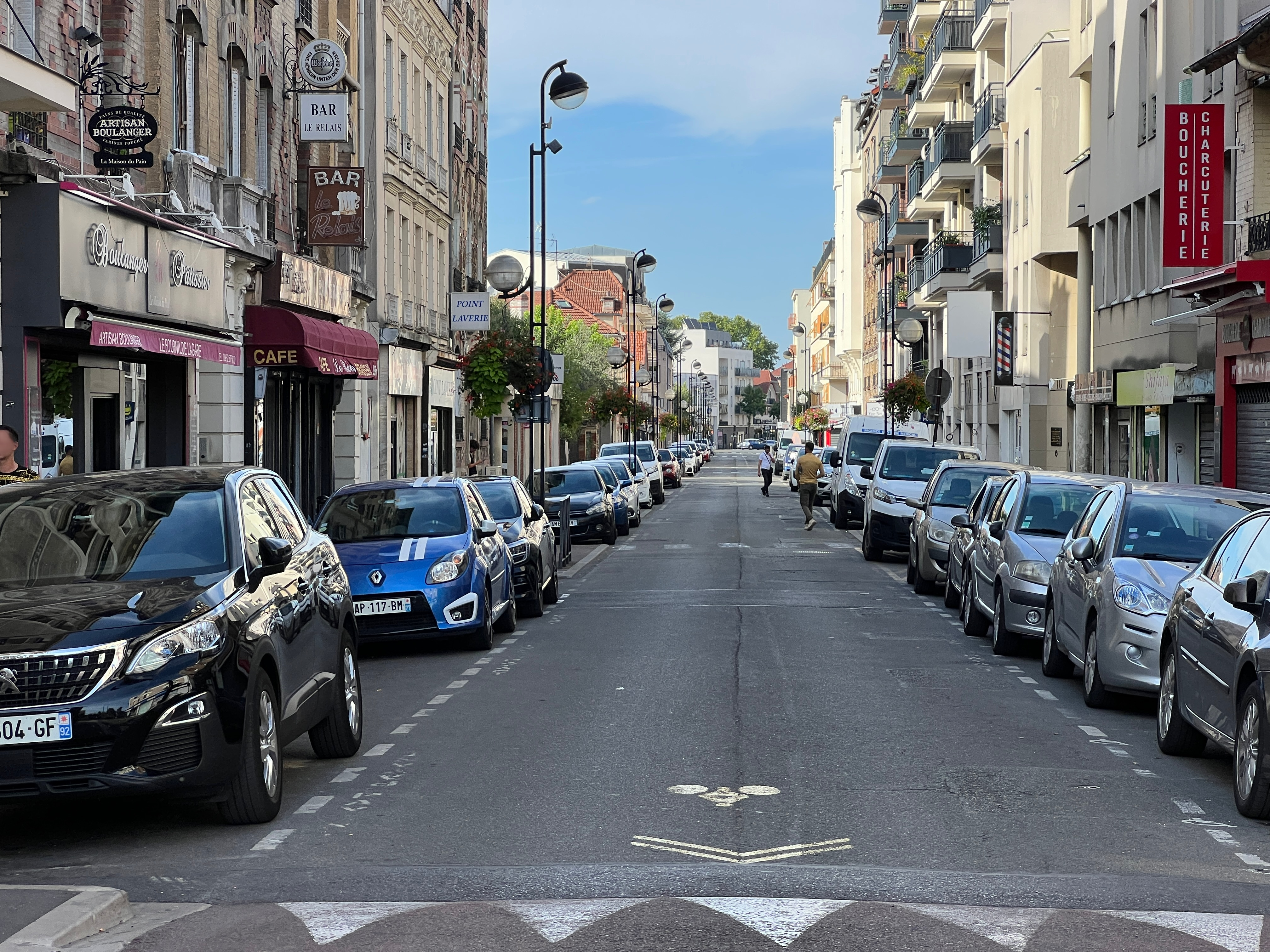
L'avenue vers la gare.

- Théâtre et Cinéma Jacques Prévert[4].